# 沖ノ島 (和歌山県和歌山市)
沖ノ島（おきのしま）は和歌山県和歌山市にある島である。

## 交通
友ヶ島汽船：和歌山市・加太（かだ）港→友ケ島港（約20分）